# Alec Motyer
John Alexander Motyer, più noto come Alec Motyer (Dublino, 30 agosto 1924 – Poynton, 26 agosto 2016), è stato un teologo e biblista irlandese.

## Biografia
Motyer è nato a Dublino e ha studiato al Trinity College di Dublino dove ha conseguito BD e MA. Ha proseguito i suoi studi alla Wycliffe Hall di Oxford.
È stato vice-direttore del Clifton Theological College e vicario di St. Luke's, Hampstead e Christ Church, Westbourne (Bournemouth) (1981 - 1989), prima di diventare preside del Trinity College di Bristol. Trascorse i suoi ultimi anni a Poynton, nel Cheshire.
Tremper Longman III lo descrive come "un espositore competente e popolare", mentre Tim Keller ha detto che Motyer ed Edmund Clowney erano "i padri del mio ministero di predicazione". Per contrasto, l'opinione di Motyer su se stesso era: "Non sono un vero studioso, sono solo un uomo che ama la Parola di Dio".

## Lavori

### Libri
- (1959). The Revelation of the Divine Name. Tyndale Old Testament lecture, 1956. London: Tyndale Press. OCLC 7051352.
- (1966). The Richness of Christ: Studies in the Letter to the Phillippians. London: Inter-Varsity Fellowship. OCLC 1577277.
- Motyer, J. Alec; Guthrie, Donald; Davidson, Francis, eds. (1970). The New Bible Commentary, revised. Grand Rapids, MI: Eerdmans. OCLC 82785.
- (1974). The Day of the Lion: The Message of Amos. Voice of the Old Testament (1st ed.). Downers Grove, IL: InterVarsity Press. ISBN 978-0-877-84766-3. OCLC 1177056.
- (1984). The Message of Philippians: Jesus Our Joy. Bible Speaks Today. Downers Grove, IL: InterVarsity Press. ISBN 978-0-877-84310-8. OCLC 10123382.
- (1985). The Message of James: The Tests of Faith. Bible Speaks Today. Downers Grove, IL: InterVarsity Press. ISBN 978-0-877-84292-7. OCLC 11784054.
- (1988). The Message of Amos: The Day of the Lion. Bible Speaks Today (2nd ed.). Downers Grove, IL: InterVarsity Press. ISBN 978-0-877-84283-5. OCLC 21720519. - ristampa del titolo del 1974.
- (1993). The Prophecy of Isaiah: An Introduction & Commentary. Downers Grove, IL: InterVarsity Press. ISBN 978-0-830-81593-7. OCLC 28065746.
- (1999). Isaiah. Tyndale Old Testament Commentaries. Downers Grove, IL: InterVarsity Press. ISBN 978-0-830-84220-9.
- (2001). The Story of the Old Testament: Men with a Message. Grand Rapids, MI: Baker Books. ISBN 978-0-801-01230-3. OCLC 47297620.
- (2005). The Message of Exodus: The Days of Our Pilgrimage. Bible Speaks Today. Downers Grove, IL: InterVarsity Press. ISBN 978-0-830-82427-4. OCLC 57893888.
- (2009). Roots: Let the Old Testament Speak (Revised ed.). Fearn, Ross-shire: Christian Focus Publications. ISBN 978-1-845-50506-6. OCLC 502141550. - ristampa de The Story of the Old Testament
- (2011). Isaiah by the Day: A New Devotional Translation. Fearn, Ross-shire: Christian Focus Publications. ISBN 978-1-84550-654-4. OCLC 1074494778.
- (2013). Preaching?: Simple Teaching on Simply Preaching. Fearn, Ross-shire: Christian Focus Publications. ISBN 978-1-781-91130-3. OCLC 858656243.
- (2016). Psalms by the Day: A New Devotional Translation. Fearn, Ross-shire: Christian Focus Publications. ISBN 978-1-781-91716-9. OCLC 2948705912.